# Eletricidade e Águas da Guiné-Bissau
Eletricidade e Águas da Guiné-Bissau (EAGB) és l'empresa pública responsable de la producció, distribució i comercialització de l'electricitat i l'aigua de Guinea Bissau. EAGB representa el país en el sistema d'intercanvi d'energia de l'Àfrica Occidental (en anglés, West African Power Pool).
Tot i que l'àrea de la concessió que té la companyia abasta tot el territori de Guinea Bissau, l'activitat es limita únicament a la capital de Bissau, per falta de recursos i altres dificultats estructurals.
L'any 2005 EAGB comptava amb uns 15.300 clients d'electricitat, dels quals es prenia lectura a 11.750 d'ells i 3.500 no es mesuraven, i uns 6.300 clients d'aigua, menys de 300 eren mesurats. Durant la guerra civil el 1998 una bomba va impactar a la seu d'EAGB, fet que provocà la destrucció dels registres de clients que mai no s'han pogut recuperar convenientment.

## Creació
L'origen es remunta als inicis de la configuració del subministrament elèctric a la ciutat Bissau, per a gestionar la Central Termoelèctrica de Bissau, creada el 1930. El servei es va nacionalitzar en la dècada de 1970.
L'actual EAGB es va crear pel Decret 32/83 de 19 de novembre de 1983, que va reorganitzar la Companhia de Eletricidade e Águas da Guiné-Bissau (CEABIS) i que va suposar l'absorció de competències de l'Institut Nacional d'Energia. La fusió d'ambdues entitats va constituir la societat actual Eletricidade e Águas da Guiné-Bissau.

## Oficines
La companyia té la seu oberta al públic al carrer d'Eduardo Mondlane, a Bissau. A més, compta amb quatre oficines, cada una d'elles s'encarrega d'un conjunt de barris i zones:
- Oficina núm. 1: avinguda de Domingos Ramos (al centre de Bissau, prop de l'estadi Lino Correia)
- Oficina núm. 2: carretera de Santa Luzia (barri de Santa Luzia)
- Oficina núm. 3: Avenida dos Combatentes da Liberdade da Pátria (Hospital 3 de Agosto)
- Oficina núm. 4: Avenida dos Combatentes da Liberdade da Pátria, Mandgenge

## Electricitat

### Capacitat

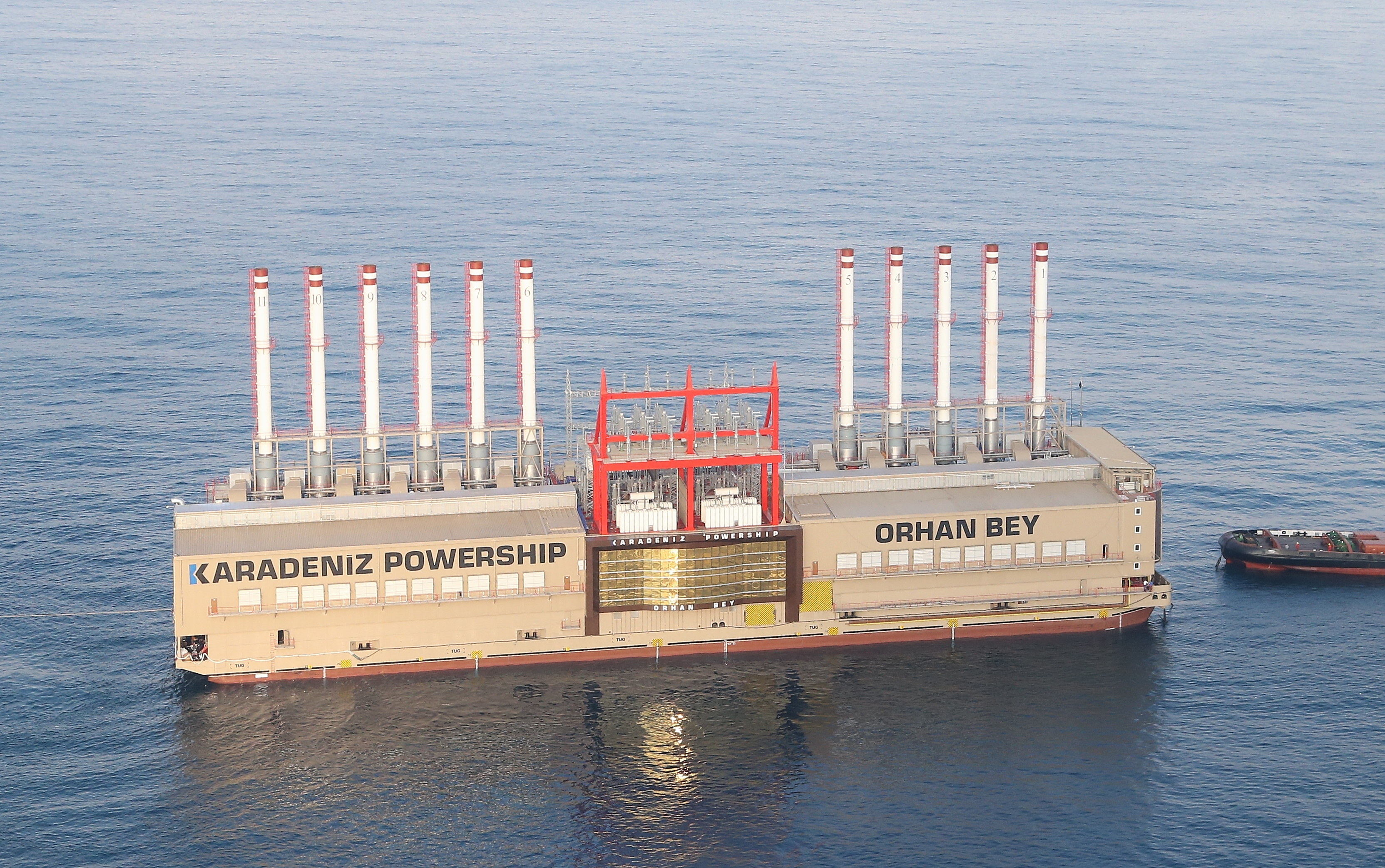
Vaixell de generació elèctrica Karadeniz Powership Orhan Bey, per a subministrar electricitat al Líban.

Històricament, EAGB no ha pogut operar mitjans de generació elèctrica ni gestionar una cadena de subministrament de combustible. Això ha impedit proporcionar energia assequible i de bona qualitat a la majoria de la població. El 2014, el Banc Mundial va finançar dos generadors de fueloil pesat (HFO) per a EAGB amb una capacitat total de 5 MW, però tots dos es van trencar poc després de la posada en marxa.
La capacitat elèctrica instal·lada l'any 2001 era de 1.100 kW; la producció de 2007 es va estimar en 65 milions de kWh, dels quals el 100 % provenien de combustibles fòssils.
A desembre de 2018, la producció d'electricitat era principalment d'origen tèrmic (99 %), a través de generadors dièsel a Bissau gestionats per EAGB. L'aportació de les energies renovables és encara marginal (1 % de fotovoltaica), amb només uns pocs projectes implementats a l'interior del país. A causa de la falta d'informació actualitzada, és impossible calcular la capacitat exacta instal·lada i operativa a Guinea Bissau, però s'estima que el 2018 la capacitat operativa d'EAGB és d'11,7 MW a Bissau i de 3,3 MW a les centrals elèctriques regionals. No obstant això, segons SEforALL, s'estima que els productors independents i autònoms operen aproximadament 23 MW de capacitat a Bissau i 3 MW a les regions. Per tant, a escala nacional la capacitat operativa actual de generació d'energia tèrmica es calcula aproximadament en 41 MW.

### Central de generació elèctrica flotant
Guinea Bissau té una de les taxes d'electrificació més baixes de l'Àfrica subsahariana: només el 35 % de la població — el 60 % a les zones urbanes— té accés a electricitat. No obstant això, des de febrer de 2019, el subministrament d’energia va augmentar significativament. La causa d'açò va ser la signatura d'un acord de compra d'energia d'EAGB amb Karpowership, un operador privat que subministra electricitat amb un vaixell de petroli pesat de 30 MW. Així, l'operador privat s'encarregava de les compres de combustible (i no EAGB, com ho era fins al 2019). Esta nova font va reduir els costos de generació, va eliminar les pèrdues financeres creades pel robatori de dièsel, i va duplicar la capacitat de generació disponible.
| Any  | Zona rural | Zona urbana | Totes les zones | Població amb accés a l'electricitat | Població total del país |
| ---- | ---------- | ----------- | --------------- | ----------------------------------- | ----------------------- |
| 2010 | 3,5 %      | 11,8 %      | 6 %             |                                     | 1,56 milions            |
| 2011 | 4,02 %     | 27,42 %     | 13,52 %         | ≈ 220.000                           | 1,60 milions            |
| 2012 | 3,9 %      | 27,9 %      | 12,1 %          |                                     | 1,65 milions            |
| 2013 | 7,96 %     | 28,26 %     | 16,34 %         | ≈ 280.000                           | 1,69 milions            |
| 2014 | 4 %        | 33,1 %      | 17,2 %          |                                     | 1,74 milions            |
| 2015 | 8,93 %     | 35,47 %     | 20,11 %         | ≈ 360.000                           | 1,78 milions            |
| 2016 | 10,5 %     | 29,8 %      | 14,7 %          |                                     | 1,83 milions            |
| 2017 | 12,55 %    | 43,87 %     | 26 %            | ≈ 490.000                           | 1,88 milions            |
| 2018 | 13,3 %     | 48,1 %      | 28,4 %          |                                     | 1,92 milions            |
| 2019 | 14,32 %    | 52,26 %     | 30,93 %         | ≈ 610.000                           | 1,97 milions            |
| 2020 | 15,1 %     | 56,4 %      | 33,5 %          |                                     | 2,01 milions            |
| 2021 | 15,82 %    | 60,53 %     | 35,76 %         | ≈ 740.000                           | 2,06 milions            |
| 2022 |            |             | ≈ 41,10 %       | ≈ 860.000                           | 2,10 milions            |
| 2023 |            |             |                 |                                     | 2,15 milions            |

#### Talls del subministrament elèctric
L'octubre de 2023, Karpowership va tallar el subministrament d’energia a EAGB durant dos dies per tal d'exigir el pagament de sis mesos de factures corresponents al període entre finals de 2022 i principis de 2023 que sumaven una quantitat de 13 milions d'euros. Per a recuperar el subministrament elèctric, el govern i EAGB van pagar 9,2 milions d'euros de factures a través d’una transferència governamental (3,5 milions d'euros) i un préstec a curt termini d’EAGB (5,6 milions d'euros). Les factures restants es pagaran amb un préstec d'un projecte concessional (3,8 milions d'euros) l'any 2024. Com que la transferència ja estava inclosa en el pressupost de 2023 i el préstec es trobava dins de la línia existent de garanties del govern, l'operació no va suposar cap cost fiscal addicional per al 2023. El contracte amb Karpowership, signat el 2019, tenia una durada de 5 anys, per tant, hauria de finalitzar en 2024.

## Gestió de l'empresa
El 2018, el consorci format per EDP, Águas de Portugal (AdP) i Leadership Business Consulting (LBC) va assumir la gestió de l'empresa, amb un contracte finançat pel Banc Mundial per un import de 3,9 milions d'euros i vàlid fins al 2021; amb l'objectiu de gestionar de manera més eficient els recursos i les relacions de clients.
Des de l'esclat de la pandèmia de COVID-19, el consorci va suspendre temporalment la gestió fins a juliol de 2021 que va tornar a fer-se'n càrrec.
El 2023, el govern de Guinea Bissau va expressar la seua voluntat de recuperar la gestió de l'empresa.

## Situació actual
En l'informe de primavera de 2024 sobre Guinea Bissau, el Banc Mundial adverteix que l'empresa pública d'electricitat presenta un gran risc fiscal per al govern. Al·ludeix que hi ha falta de transparència en el sector de les empreses estatals, especialment amb EAGB, que va acumular un deute públic significatiu en 2023. Les causes principals són, per una banda, la despesa de la massa salarial de l'empresa, que compta amb 530 persones treballadores, els salaris de les quals estan per damunt de la mitjana nacional i es beneficien de subministrament gratuït de llum i aigua. I, per altra banda, la recaptació d'ingressos és baixa, ja que l'empresa pública no té la capacitat de fer lectures amb puntualitat o, fins i tot, de vegades no compta el consum d'aigua i electricitat. Com a conseqüència, s'estima que hi ha factures d'electricitat pendents d'empreses i persones particulars per valor d'uns 6 milions d'euros.